# Saligny-sur-Roudon
Saligny-sur-Roudon é uma comuna francesa na região administrativa de Auvérnia-Ródano-Alpes, no departamento Allier. Estende-se por uma área de 57,93 km². Em 2010 a comuna tinha 754 habitantes (densidade: 13 hab./km²).